# Сиденко, Георгий Егорович
Георгий Егорович Сиденко (род. 1927, село Голуметь, Черемховский район, Иркутская область — 1997) — тракторист совхоза «Голуметский» Черемховского района Иркутской области. Герой Социалистического Труда (23.06.1966).

## Биография
Родился в 1927 году в селе Голуметь в русской семье. Получив начальное образование, в годы Великой Отечественной войны начал трудовую деятельность в местном колхозе помощником тракториста, позже стал самостоятельно работать на тракторе.
В 1948 году попал в аварию и получил тяжёлую травму позвоночника. После этого постоянно носил корсет.
Бригада Сиденко в 1953 году первой в Черемховском районе стала осваивать выращивание кукурузы. Сам он изучил технологию и особенности обработки земли для выращивания этой культуры, вывозил на поля необходимое количество удобрений и усердствовал над квадратно-гнездовыми посадками. По обмену опытом к нему (с 1961 года в совхоз «Голуметский») приезжали учиться другие механизаторы, его бригаду называли школой для молодых механизаторов.
Указом от 23 июня 1966 года за достижения высоких производственных результатов Георгий Сиденко был удостоен звания Герой Социалистического Труда с вручением ордена Ленина и золотой медали «Серп и Молот».
Проживал в своём родном селе. Умер в 1997 году.

## Награды
Имеет следующие награды, за трудовые успехи:
- Герой Социалистического Труда (23.06.1966);
- Орден Ленина (23.06.1966).